# 내성 (심리학)
내성(introspection) 또는 자기성찰은 '자신의 심리 상태나 정신의 움직임을 내면적으로 관찰하는 객관적 접근법'으로서 자신이 인지하는 생각과 감정이나 자신을 돌이켜보는 것 등을 말한다. 또한 내성법은 자신의 마음 속에 일어나는 것들을 언어적 보고를 통하여 연구하는 방법등을 가리킨다. 의식은 '내적 경험'이므로 무의식적인 반응이 드러나도록 기획된 실험을 실시하며 자기관찰을 하는 실험 심리학적인 연구 방법이다.

## 개요
인간의 의식을 기본적인 감각과 느낌이라는 구성요소로 쪼개어서 분석하는 방법이다. 자신의 경험에 대한 주관적 관찰, 자기 성찰법을 사용한 것으로 정교한 자기 관찰법의 일종이다. 주관적이라는 한계 때문에 행동주의의 비판을 받았으며 점차 사용되지 않게 되었다. 현대에는 ‘사고’ 나 ‘문제 해결’ 의 심리 과정에 대한 자료를 수집하는 데 응용되고 있다.
소크라테스도 자신을 알기 위해 합리적 사고나 내성법(內省法)을 써야 한다고 제안하였다. 사람의 감각을 통해서는 자신에 대해서 신뢰할 수 있는 지식을 얻을 수 없다는 것이 그의 주장이었다. 그래서 그는 “너 자신을 알라.”고 외쳤으며 이는 사람의 감각이 현실을 정확히 반영하지 못한다는 것을 내포하고 있다.
근대들어 "심리학의 아버지"라 불리는 빌헬름 분트도  구성주의와 함께 내성법을 적용하였으나 행동주의의 비판을 받았다.  

## 자기성찰
자성(自省)으로 잘 알려진 자기성찰(Introspection)은 자기 자신의 마음을 돌아보며 반성하고 살피는 일련의 행동이다. 이러한 자기성찰적(自己省察的)인 행동은 학습자가 자신의 정체성과 성격에 대한 내면을 인지하는 과정을 포함하여 사회적 맥락 속에서 '나는 누구인가?'에 대한 근본적인 질문 즉 자기 개념(self-concept)을 전제하고 재형성하는 대표적인 방법의 하나로 알려져 있다.

## 같이 보기
- 실험 심리학
- 구성주의
- 기능주의 심리학
- 인지부조화이론
- 칼 융
- 시각 영역(visual field)

## 참고 자료
- 심리학을 만든 사람들 탄생부터 발전까지 인물로 다시 쓴 심리학사-김태형 지음 | 한울아카데미 | 2016년 8월 17일 출간)http://www.kyobobook.co.kr/product/detailViewKor.laf?&mallGb=KOR&ejkGb=KOR&barcode=9788946059108&orderClick=LBB&Kc=SETRETAgendasearch
- (우리말샘) 내성법